# Pakkie-an
Dat is niet mijn pakkie-an, met als betekenis: dat hoef ik niet te doen, dat is niet mijn taak, is een uitdrukking die is ontleend aan het Maleis (het Indonesisch).
Het woord is een verbastering van het Maleise bagian, dat afdeling (of deel) betekent.
De uitdrukking is een voorbeeld van volksetymologie waarbij het (niet begrepen) woord met de gedachte aan dat pak (= kostuum) past mij niet (of: dat hoef ik niet aan te pakken) is veranderd. Van deze uitdrukking komt ook een hypercorrecte vorm voor: "Dat is niet mijn pakje-aan" en zelfs "Dat is mijn pakkie niet an".